# Luciano Caravani
Luciano Caravani (ur. 14 maja 1953 w Vicenzy) – włoski lekkoatleta, sprinter, były rekordzista Europy.
Odpadł w półfinale biegu na 60 metrów na halowych mistrzostwach Europy w 1975 w Katowicach.
Zdobył srebrny medal w sztafecie 4 × 100 metrów na igrzyskach śródziemnomorskich w 1975 w Algierze (skład sztafety włoskiej: Pasqualino Abeti, Pietro Mennea, Caravani i Luigi Benedetti), a także zajął 5. miejsce w biegu na 100 metrów na tych igrzyskach. Zajął 3. miejsce w sztafecie 4 × 100 metrów (w składzie: Vincenzo Guerini, Caravani, Benedetti i Mennea) w finale pucharu Europy w 1975 w Nicei. W tym samym składzie włoska sztafeta 4 × 100 metrów zajęła 6. miejsce w finale igrzysk olimpijskich w 1976 w Montrealu, a w biegu na 100 metrów Caravani odpadł w ćwierćfinale.
Zdobył srebrny medal w sztafecie 4 × 100 metrów (w składzie: Stefano Curini, Stefano Rasori, Pietro Farina i Caravani) na uniwersjadzie w 1977 w Sofii. Na mistrzostwach Europy w 1978 w Pradze zajął w tej konkurencji 5. miejsce.
Zwyciężył w sztafecie 4 × 100 metrów (w składzie: Gianfranco Lazzer, Caravani, Giovanni Grazioli i Mennea) na uniwersjadzie w 1979 w Meksyku. Sztafeta włoska ustanowiła wówczas rekord Europy czasem 38,42 s. Na rozgrywanych w tym samym miesiącu igrzyskach śródziemnomorskich w 1979 Caravani zdobył dwa złote medale: w biegu na 200 metrów i w sztafecie 4 × 100 metrów (w składzie: Lazzer, Caravani, Grazioli i Mennea).
Odpadł w półfinale biegu na 50 metrów na halowych mistrzostwach Europy w 1981 w Grenoble i w eliminacjach biegu na 200 metrów na halowych mistrzostwach Europy w 1982 w Mediolanie. Na mistrzostwach Europy w 1982 w Atenach zajął 4. miejsce w sztafecie 4 × 100 metrów i odpadł w półfinale biegu na 200 metrów.
Caravani był mistrzem Włoch w biegu na 100 metrów w 1977 oraz w sztafecie 4 × 100 metrów w 1976, 1979 i 1982, a w hali mistrzem swego kraju w biegu na 60 metrów w 1975.
Rekordy życiowe Caravaniego:
- bieg na 100 metrów – 10,23 (8 września 1979 w Meksyku)
- bieg na 200 metrów – 20,59 (6 lipca 1979 w Algierze)